# Trigomphus acutus
Trigomphus acutus är en trollsländeart som först beskrevs av Aleksandr Nikolaevich Bartenev 1930.  Trigomphus acutus ingår i släktet Trigomphus och familjen flodtrollsländor. Inga underarter finns listade i Catalogue of Life.